# Tuarangisaurus
Tuarangisaurus é um gênero extinto de elasmosauróide conhecido da Nova Zelândia. O tipo e única espécie conhecida é Tuarangisaurus keyesi, nomeado por Wiffen e Moisley em 1986.

## Descrição
O comprimento estimado de Tuarangisaurus é de cerca de 8 metros. Pode ser distinguido de todos os outros elasmosaurídeos conhecidos por uma combinação única de características, bem como dois traços desconhecidos: o ectopterygoid tem um longo processo direcionado para trás, e um grande chefe de osso por baixo. Um estribo está presente no holótipo; este osso foi previamente pensado para estar ausente de elasmosaurídeos.